# Nati nel 2013
| Questa pagina contiene informazioni ricavate automaticamente dalle voci biografiche con l'ausilio del template Bio e di un bot. L'aggiornamento è periodico e automatico e ricostruisce completamente la pagina. Se manca una persona in questa lista, sei pregato di non aggiungerla, ma accertati piuttosto che la sua voce biografica contenga il template Bio e che i dati anagrafici siano correttamente compilati. Se il template Bio manca, inseriscilo tu stesso o, in alternativa, metti l'avviso {{tmp\|Bio}} che ne segnala la mancanza. Se i dati riportati sono sbagliati, correggi direttamente la voce biografica; le modifiche saranno visibili in questa lista entro pochi giorni. Per chiarimenti vedi il progetto biografie. La lista contiene solo le 6 persone che sono citate nell'enciclopedia e per le quali è stato implementato correttamente il template Bio. Pagina aggiornata al 26 lug 2025. |

- 19 febbraio - Kim Ju-ae, nordcoreana
- 31 marzo - Sofía Otero, attrice spagnola
- 10 maggio - Taufaʻahau Manumataongo, principe tongano
- 15 giugno - North West, cantante, rapper e attrice statunitense
- 22 luglio - George di Galles, principe britannico
- 14 ottobre - Faustino Oro, scacchista argentino